# Панкеба
Панкеба (исп. Panqueba) — небольшой город и муниципалитет на северо-востоке центральной части Колумбии, на территории департамента Бояка. Входит в состав провинции Гутьеррес.

## История
Поселение, из которого позднее вырос город, было основано в 1635 году. Муниципалитет Панкеба был выделен в отдельную административную единицу в 1842 году.

## Географическое положение

Муниципалитет Панкеба

Город расположен в северо-восточной части департамента, в гористой местности Восточной Кордильеры, на левом берегу реки Моско, на расстоянии приблизительно 136 километров к северо-востоку от города Тунха, административного центра департамента. Абсолютная высота — 2196 метров над уровнем моря.
Муниципалитет Панкеба граничит на севере и северо-западе с территорией муниципалитета Эль-Эспино, на западе — с муниципалитетом Гуакамаяс, на юго-западе — с муниципалитетом Сан-Матео, на юго-востоке — с муниципалитетом Эль-Кокуй, на северо-востоке — с муниципалитетом Гуикан. Площадь муниципалитета составляет 42 км².

## Население
По данным Национального административного департамента статистики Колумбии, совокупная численность населения города и муниципалитета в 2015 году составляла 1487 человек.
Динамика численности населения муниципалитета по годам:
| 2005 | 2006 | 2007 | 2008 | 2009 | 2010 | 2011 | 2012 | 2013 | 2014 | 2015 |
| ---- | ---- | ---- | ---- | ---- | ---- | ---- | ---- | ---- | ---- | ---- |
| 1859 | 1817 | 1774 | 1735 | 1698 | 1661 | 1623 | 1591 | 1563 | 1521 | 1487 |

Согласно данным переписи 2005 года мужчины составляли 50,3 % от населения Панкебы, женщины — соответственно 49,7 %. В расовом отношении белые и метисы составляли 99,9 % от населения города; негры, мулаты и райсальцы — 0,1 %.
Уровень грамотности среди всего населения составлял 87,2 %.

## Экономика
Основу экономики Панкебы составляют сельское хозяйство и добыча песка.

56,6 % от общего числа городских и муниципальных предприятий составляют предприятия торговой сферы, 32,5 % — предприятия сферы обслуживания, 8,4 % — промышленные предприятия, 2,5 % — предприятия иных отраслей экономики.